# Пабло Акоста Вільярреаль
Пабло Акоста Вільярреаль (ісп. Pablo Acosta Villarreal, ?, Санта Елена — квітень 1987 року, Санта Елена, Чіуауа) — мексиканський злочинець, великий наркоторговець, один із засновників наркокартелю Хуареса. Був наставником і діловим партнером мексиканського наркобарона Амадо Каррільо Фуентеса. Пабло Акоста Вільярреаль був вбитий в 1987 році, в результаті рейду федеральних агентів Мексики.

## В культурі
У 2018 році вийшов телесеріал «Нарко: Мексика». Вільярреаля зіграв актор Херардо Тарасена.